# Secret Weapons of the Luftwaffe
Secret Weapons of Luftwaffe è un simulatore di volo sviluppato da LucasArts (all'epoca chiamata Lucasfilm Games) nel 1990. Nel gioco è possibile pilotare, oltre che alcuni aerei statunitensi, diversi modelli sperimentali tedeschi ideati durante la seconda guerra mondiale e destinati alla Luftwaffe.
Si tratta del terzo di tre simulatori di volo nella seconda guerra mondiale, dopo Battlehawks 1942 e Their Finest Hour, ideati da Lawrence Holland, che in seguito sarà la mente dietro titoli come Star Wars: X-Wing e Star Wars: TIE Fighter.

## Velivoli pilotabili

### Luftwaffe
- Bf 109 Versioni G-6 e G-10
- Fw-190 Versioni A-5 e A-8
- Me-163 Komet
- Me-262 Schwalbe
- Horten Ho 229
- Heinkel He 162 (espansione)
- Dornier Do 335 Pfeil (espansione)

### USAAF
- P-47 Thunderbolt Versioni C e D
- P-51 Mustang Versioni B e D
- B-17 Flying Fortress
- P-38 Lightning (espansione)
- P-80 Shooting Star (espansione)

## Editor
Il gioco è dotato di un'editor di missioni integrato; inoltre è possibile salvare replay di volo per poi riguardarli.

## Espansioni
Sono state prodotte quattro espansioni, ognuna dotata di un aereo aggiuntivo (il modello del titolo) e di alcune missioni aggiuntive.
- P-38 Lightning Tour of Duty
- P-80 Shooting Star Tour Of Duty
- Do 335 Pfeil Tour of Duty
- He-162 Volksjäger Tour of Duty